# HMAS Moresby (1918)
O HMAS Moresby foi um draga-minas Sloop-of-war que serviu na marinha britânica e australiana. Desempenhou também como navio anti-submarino e de pesquisa. Este navio esteve envolvido em ambas as guerras mundiais, e foi o local onde os japoneses se renderam de Timor em 11 de Setembro de 1945.